# Kadeřnatka

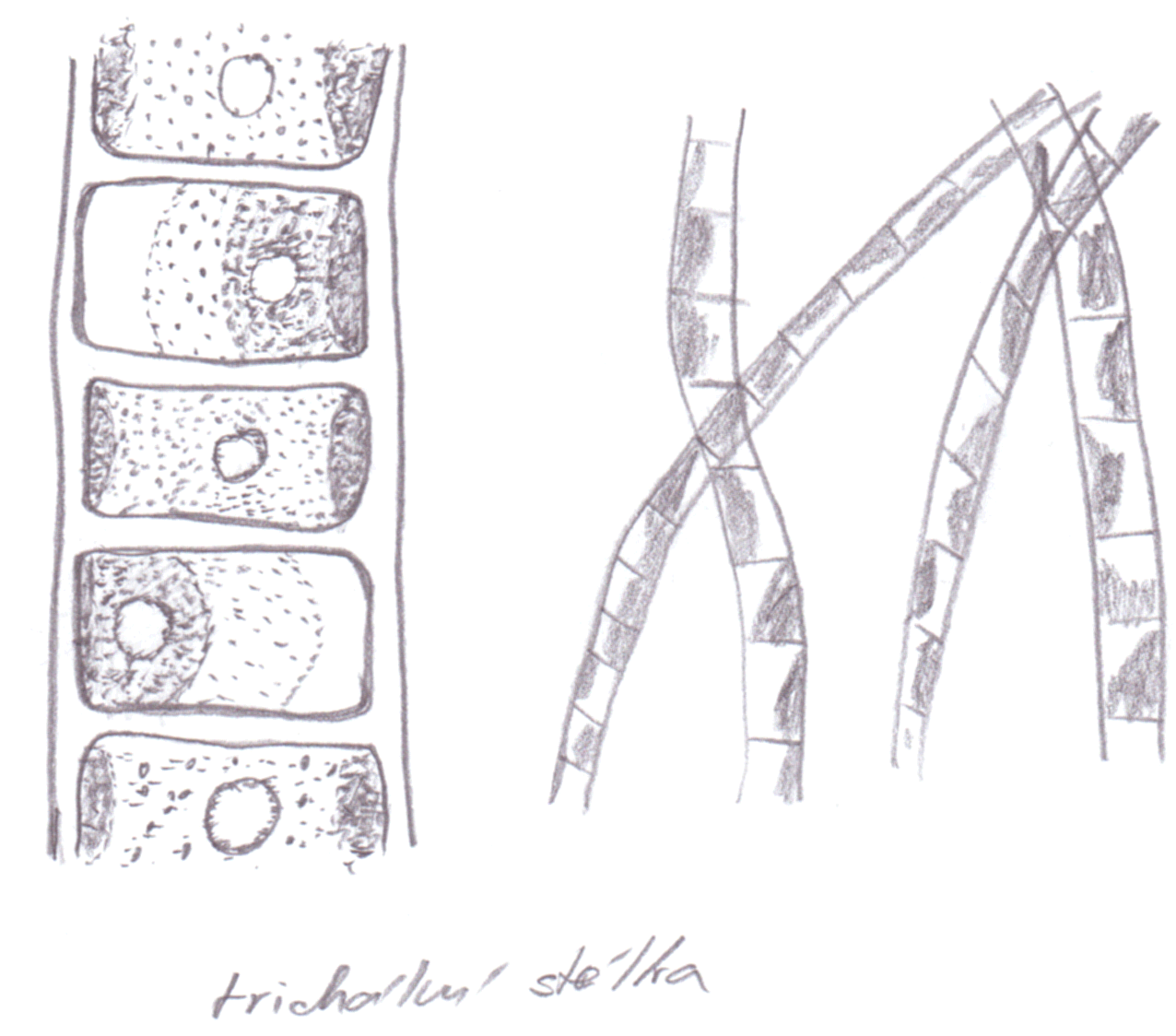
Stélka kadeřnatky

Kadeřnatky jsou zelené řasy s jednoduchou nevětvenou vícebuněčnou makroskopickou vláknitou (trichální) stélkou dosahující rozměrů do 10 cm. Průměr vlákna stélky je 5 až 70 mikrometrů. Rostlina je přichycena k podkladu jednou bazální buňkou. Vedle bazální buňky se může nacházet ještě příchytné vlákno (rhizoid) – vývojový předchůdce kořene. Každá buňka stélky tohoto typu je opatřena buněčnou stěnou a v případě kadeřnatky obsahuje jedno jádro. Typem stélky představuje kadeřnatka nejdokonalejšího zástupce zelenivek.

## Výskyt
Tyto rostliny se nachází v prostředí sladkých i slaných, spíše chladnějších vod. Jejich stélky jsou pozorovatelné převážně na jaře v tekoucí vodě, kde vytvářejí zelené chomáčky. Mohou být uchyceny na kamenech v peřejích nebo v prosluněných místech podél pláží jezer. Jiné druhy se zase vyskytují ve stojatých vodách – např. v rybnících, tůních, kalužích, okapech, sudech s vodou, zavlažovacích korytech apod.

## Rozmnožování
Pro kadeřnatky je typické střídání jaderných fází (haploidní a diploidní), přičemž diploidní je rostlina pouze ve fázi zygoty. Tatáž rostlina zajišťuje pohlavní i nepohlavní rozmnožování. V některé z buněk vznikají pohlavní buňky (izogamety) a v jiné zase výtrusy (zoospory).
Rozmnožování probíhá většinou kolem půlnoci. Rychle se vyvíjí zoospory a gamety, které jsou pak vypouštěny během dopoledne. Po poledni má již většina rostlinného materiálu vegetativní charakter.

### Nepohlavní rozmnožování
Výsledkem nepohlavního rozmnožování jsou zoospory se čtyřmi bičíky, které se uvolní z buněk stélky. Ze zoospor, které se po čase přichytí a ztratí bičíky, pak rostou nové řasy se stejnou genetickou výbavou.

### Pohlavní rozmnožování
Při pohlavním rozmnožování vznikají v gametangiích v horní části vlákna + nebo - haploidní gamety (konkrétně izogamety) se dvěma bičíky. Ty se potom z rostliny uvolní a splynou s pohlavními buňkami stejného tvaru i velikosti (izogamie). Jejich splynutím vznikne zygota. Ta je diploidní. Potom dojde k redukčnímu dělení a ze zygoty se stane čtveřice haploidních pohyblivých výtrusů (zoospor). Z každé zoospory pak vyroste nová haploidní řasa (gametofyt) s genetickou výbavou, která je jedinečná. Poté se cyklus opakuje.

## Druhy kadeřnatky
Kadeřnatek je známo asi 20 druhů. Řadí se mezi ně například známý druh Ulothrix zonata či méně známý druh Ulothrix flacca, který je významným zdrojem potravy v Číně.